# Landesregierung Edmund Joensen II

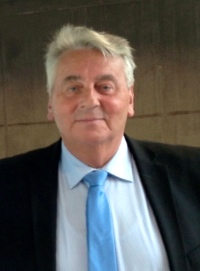
Edmund Joensen

Die zweite Landesregierung mit Edmund Joensen als Ministerpräsident an der Spitze war zugleich die neunzehnte Regierung der Färöer nach Erlangung der inneren Selbstverwaltung (heimastýri) im Jahr 1948.

## Regierung
Die Regierung wurde am 11. Juni 1996 gebildet und bestand bis zum 15. Mai 1998. Sie setzte sich aus einer Viererkoalition von Sambandsflokkurin, Fólkaflokkurin, Verkamannafylkingin und Sjálvstýrisflokkurin zusammen. Diese Koalition war faktisch eine Fortsetzung von Joensens ersten Koalition. Es wurden lediglich der Javnaðarflokkurin durch den Fólkaflokkurin ausgetauscht sowie einige Aufgabenbereiche umverteilt.
Edmund Joensen vom Sambandsflokkurin führte als Ministerpräsident die Regierung an. Darüber hinaus war er auch für Auswärtiges und Rẹchtswesen zuständig.
Eilif Samuelsen vom Sambandsflokkurin war Minister für Umwelt, Energie, Bildung und Kommunales, Ivan Johannesen vom Sambandsflokkurin Minister für Handel & Gewerbe, Fịschzucht und Landwirtschaft, Anfinn Kallsberg vom Fólkaflokkurin war Minister für Finanzen und Wirtschaft, John Petersen vom Fólkaflokkurin Minister für Fischereiwirtschaft,
Axel H. Nolsøe vom Verkamannafylkingin war bis Oktober 1996 Minister für Soziales, Gesundheit, Arbeit, Versicherungen, Polizei, Justiz. Er wurde durch Kristian Magnussen vom Verkamannafylkingin abgelöst, der von Oktober 1996 bis März 1998 amtierte. Dieser gab seinen Aufgabenbereich an Óli Jacobsen vom Verkamannafylkingin weiter, der dann von März bis Mai 1998 zuständiger Minister war. Sámal Petur í Grund vom Sjálvstýrisflokkurin war weiterhin Minister für Kommunikation, Kultur, Touristik und Seeschifffahrt. Er schied jedoch am 1. Dezember 1997 aus, als sich der Sjálvstýrisflokkurin aus der Regierung zurückzog.
Bis auf den Fólkaflokkurin erlitten alle Koalitionspartner bei der Løgtingswahl 1998 Verluste, so dass Edmund Joensen das Amt des Ministerpräsidenten aufgeben musste. Anfinn Kallsberg wurde sein Nachfolger.

## Mitglieder
Mitglieder der Landesregierung Edmund Joensen II vom 11. Juni 1996 bis zum 15. Mai 1998:
| Aufgabenbereich                                               | Minister                                       | Minister | Partei                   |
| ------------------------------------------------------------- | ---------------------------------------------- | -------- | ------------------------ |
| Ministerpräsident (Løgmaður) Auswärtiges und Rẹchtswesen      | Edmund Joensen                                 |          | B – Sambandsflokkurin    |
| Umwelt, Energie, Bildung und Kommunales                       | Eilif Samuelsen                                |          | B – Sambandsflokkurin    |
| Gewerbe, Fịschzucht und Landwirtschaft                        | Ivan Johannesen                                |          | B – Sambandsflokkurin    |
| Finanzen und Wirtschaft                                       | Anfinn Kallsberg                               |          | A – Fólkaflokkurin       |
| Fischereiwirtschaft                                           | John Petersen                                  |          | A – Fólkaflokkurin       |
| Soziales, Gesundheit, Arbeit, Versicherungen, Polizei, Justiz | Axel H. Nolsøe bis Okt. 1996                   |          | I – Verkamannafylkingin  |
|                                                               | Kristian Magnussen von Okt. 1996 bis März 1998 |          | I – Verkamannafylkingin  |
|                                                               | Óli Jacobsen von März bis Mai 1998             |          | I – Verkamannafylkingin  |
| Kommunikation, Kultur, Touristik und Seeschifffahrt           | Sámal Petur í Grund bis 1. Dez. 1997           |          | D – Sjálvstýrisflokkurin |